# Il grande romanzo di Ramses
Il grande romanzo di Ramses (Ramsès) è una serie di cinque romanzi scritta dal francese Christian Jacq, che narra la vita del faraone Ramses II. Il romanzo, oltre che racconto delle imprese del sovrano, è anche un dettagliato quadro della vita quotidiana nell'epoca ramesside, periodo storico molto studiato dall'autore.
I cinque libri sono raccolti in un unico libro nel 1999. A partire da gennaio 2016, inoltre, l'intera pentalogia è stata rieditata, sempre dalla Mondadori sia separatamente sia in un unico libro che riunisce tutti i 5 libri.

## Elenco dei libri
1. Il figlio della luce (Le Fils de la lumière, 1995) (Mondadori, 1997, 2016)
2. La dimora millenaria (Le Temple des millions d'années, 1996) (Mondadori, 1997, 2016)
3. La battaglia di Qadesh (La Bataille de Kadesh, 1996) (Mondadori, 1997, 2016)
4. La regina di Abu Simbel (La Dame d'Abou Simbel, 1996) (Mondadori, 1997, 2016)
5. L'ultimo nemico (Sous l'acacia d'Occident, 1996) (Mondadori, 1998, 2016)

## Sinossi dei libri

### Il figlio della luce
Il primo dei cinque volumi narra l'ascesa al trono del giovane Ramses, che diventerà faraone dopo la morte del padre Seti. 
La storia inizia con un giovane Ramses impegnato nel suo scontro con un gigantesco toro, sotto gli occhi attenti del padre, il faraone Seti, che alla fine dello scontro taglia a Ramses il ricciolo di infanzia, segno che ora è adulto perché è riuscito a dominare la propria paura. Osteggiato dal fratello maggiore Shenar, abile nei complotti e sicuro di divenire nuovo faraone alla morte del padre, Ramses si troverà costretto a superare parecchi pericoli, fra cui attentati mossi dallo stesso Shenar, sfide con divinità occulte e scontri con popolazioni ostili. È però fiancheggiato da quattro amici d'infanzia: Ameni, lo scriba attento al proprio lavoro, magro, pallido e dai capelli radi nonostante l'età; Setau, l'incantatore di serpenti, misteriosi e bizzarro nell'abbigliamento; Asha, futuro diplomatico, nato da genitori egiziosiriani, sempre molto elegante e sicuro di sé; e Mosè, l'ebreo dal cuore infiammato da una forza misteriosa, robusto e atletico, e amante dell'architettura. All'inizio della storia verrà aiutato anche da Sary, un trentenne in passato tutore di Ramses e dei suoi quattro amici, anche per via del suo matrimonio con Dolente, la giovane sorella di Ramses.
Mosso dal padre ad affrontare prove incredibili che riusciranno a forgiarlo come futuro sovrano, Ramses mostra un carattere energico e molto forte, riuscendo anche ad attrarre la bella Isinofret, dai più detta Iset, la fanciulla più apprezzata dall'alta società, che si unisce a lui e lo ama alla follia. Il giovane però, benché attratto dalla passionalità dell'amante, si innamora anche della pacata Nefertari, una sacerdotessa che ha scelto la vita contemplativa del tempio. Corrisposto nel suo amore decide di sposarla, ma poi sceglie anche di mettere Iset sotto la sua protezione, essendo ella incinta di quello che sarà il primogenito di Ramses, Kha. Durante un viaggio di campagna in Nubia, dove Seti affronta una sanguinosa ribellione, il giovane Ramses salva anche un piccolo di leone che da allora diviene un suo animale domestico.
Shenar, che sembra realizzare le aspettative del padre, inizia però a sguinzagliare contro di lui tutta l'alta società dell'epoca. La situazione si acuisce ancora di più quando in Egitto giunge la flotta greca achea, capitanata da Menelao, di ritorno dalla famigerata guerra di Troia. Oltre al poeta Omero, il re di Sparta conduce con sé anche la moglie Elena, giustamente ritenutasi causa di una guerra che ha causato molti morti. Oppressa dal rimorso, la regina trova per sua fortuna la felicità nella terra del Nilo e, grazie all'aiuto della grande sposa reale Tuya, moglie di Seti, e di Nefertari, riesce a vivere in Egitto per lungo tempo, attirandosi però così l'ira di Menelao che decide di complottare con Shenar nel suo conflitto contro Ramses. Quest'ultimo incolpa anche Sary e Dolente di aver complottato per ucciderlo, complotto sventato anche con l'aiuto di Ameni, che in un'occasione ha anche rischiato la vita; così Sary e Dolente verranno confinati in un villaggio di periferia in reclusione, ignari che il destino riserverà una sorpresa che sconvolgerà il futuro regno di Ramses.
Poco dopo, Ramses si oppone all'attacco di alcuni pirati terribili Shardana, una tribù sarda di pirati, e sconfigge in battaglia il loro capo, Serramanna; decide però di risparmiarlo, e l'altro sceglie di servirlo per tutta la vita come capo della sua guardia personale. Alla fine, però, il faraone Sethi muore dopo quindici anni di regno e il peso del trono crolla sulle spalle del figlio, ancora inesperto e odiato dai membri dell'alta società, sostenuto solo dai suoi quattro amici, dalla madre e dalle amate Iset e Nefertari.

### La dimora millenaria
Il secondo libro è intitolato La dimora millenaria e narra gli eventi succedutisi dall'ascesa al trono del nuovo sovrano fino all'imminente scontro con la terribile potenza ittita.
Non sentendosi ancora pronto al fardello della corona, Ramses deve resistere agli attacchi di Shenar e Menelao, il quale è deciso a riprendersi la moglie Elena e a fuggire dall'Egitto. Dopo un attacco fallito, Ramses viene a sapere che alcuni abitanti sono stati rapiti da Menelao e dai suoi greci, per salvare i quali dovrà cedere Elena. Ramses è costretto ad acconsentire, ma una volta rimasta sola sulla nave Elena si avvelena durante il viaggio, in modo che Menelao restituisca alla sua patria soltanto la sua salma. Il poeta Omero decide invece di rimanere in Egitto, avendo molto apprezzato il coraggio del nuovo faraone.
Spaventato da complotti di corte, il nuovo faraone decide di rinnovare l'amministrazione di palazzo affidando gli incarichi maggiori ai suoi fedelissimi: nomina Ameni, suo amico d'infanzia, portasandali personale e dunque capo di tutti gli scribi del regno; Nedjem, il fedele giardiniere, ministro dell'Agricoltura; Romè, cuoco reale, grande maggiordomo e capo intendente del palazzo faraonico; Asha, altro amico d'infanzia, capo dello spionaggio, Mosè l'israelita capo architetto; Nebu, vecchio sacerdote di Dendera, gran sacerdote del dio Amon; e Shenar, suo stesso fratello, ministro degli Affari esteri, credendo di poterlo migliorare. Shenar continua però a complottare contro Ramses e ora possiede Asha quale grande alleato, con il quale conta di sfruttare la sua amicizia con Ramses per indebolirlo.
Nell'ombra intanto cospira il malvagio Ofir, un mago libico, deciso a convertire l'Egitto alla religione del dio Aton e a proclamare come nuova regina la sua compagna Lita, discendente del faraone eretico Akhenaton. Sfruttando il suo forte carisma, lo stregone tenta più volte di attirare dalla sua parte Mosè, alla ricerca di una verità religiosa, ma questi si rifiuta ad ogni occasione. I complotti continuano comunque, e Ramses scopre tra i congiurati anche Sary, suo antico maestro, e sua moglie Tia, detta Dolente, sorella del faraone: già condannato a un'oasi, Sary viene obbligato ad abbandonare il proprio rango e a divenire sovrintendente nel lavoro degli operai per la costruzione della nuova capitale Pi-Ramses, della quale Mosè sarà architetto; Ofir trova Sary e Dolente riesce a portarli entrambi dalla propria parte, così come fa con Meba, ex ministro degli Affari esteri. In seguito, il mago decide di usare le sue arti oscure contro Nefertari, attualmente incinta: la regina viene colpita da un maleficio ma riesce comunque a partorire una femmina, chiamata Meritamun, che riesce a sopravvivere solo grazie agli intrugli benefici di Setau e di sua moglie, la nubiana Loto. Sapendo che l'attacco alla regina proviene da una fonte di magia nera, Tuya convince il figlio a costruire una "dimora millenaria" che possa fornire al faraone l'energia necessaria per la sua battaglia contro le forze malefiche. Ramses, dopo aver completato la costruzione del tempio di Luxor, ordina dunque a Bakhen, ex capo delle guardie e ora sacerdote a Tebe, di iniziare l'edificazione del Ramesseum, il suo tempio funerario.
Ramses nel frattempo è costretto a scendere nel profondo sud, in Nubia, per affrontare la rivolta ivi scoppiata, e riesce a riportare la pace nella regione; durante il viaggio di ritorno, si ritrova con i suoi uomini in una zona lussureggiante e magnifica chiamata "Abu Simbel". Ma intanto, nonostante gli incessanti controlli di Serramanna, nell'ombra vi sono ancora congiurati e Ofir è riuscito perfino ad allearsi con Shenar che intanto ha deciso di prendere accordi con Raia, una spia siriana al servizio degli ittiti. Quest'ultimo rivela al nobile egiziano che l'imperatore ittita Muwatalli vuole divenire suo complice nella caduta di Ramses, proclamandolo faraone d'Egitto dopo la sua rovina e instaurando con lui un rapporto di tipo commerciale.
Dopo alcuni anni, si concludono i lavori di costruzione di Pi-Ramses, la nuova capitale, dove vengono inaugurati grandi festeggiamenti per l'arrivo di Ramses e Nefertari. L'opera è stata possibile grazie a Mosé, divenuto ormai capo indiscusso degli ebrei che lo onorano come loro guida, anche perché che lui stesso difende a sua volta gli operai più deboli dai soprusi dei loro sovrintendenti, in particolare da Sary, che non esita a spadroneggiare su di essi. Una notte, il mattonaio ebreo Abner si confida con Mosè rivelandogli i soprusi di Sary: Mosè allora riesce in apparenza far ragionare Sary, ma quest'ultimo aggredisce Abner; Mosé riesce a salvarlo, ma nella colluttazione uccide per errore Sary. Spaventato e sicuro di essere ormai ricercato, decide così di fuggire via da Pi-Ramses in direzione del deserto.

### La battaglia di Qadesh
Il terzo volume è intitolato La battaglia di Qadesh e narra appunto l'omonima grande battaglia che sarà il terribile apice del conflitto fra egiziani e ittiti.
Decisi a conquistare l'Egitto, gli ittiti hanno sterminato gli egiziani delle zone di frontiera e sottomesso al proprio volere i principi di provincia alleati di Ramses. La capitale egiziana di Pi-Ramses diventa dunque un'enorme caserma dove giorno e notte vengono fabbricate armi e carri da guerra; Serramanna in persona addestra le nuove reclute facendo conoscere loro la durezza della guerra, sicuro che l'esercito egiziano com'è ora non riuscirà a sopravvivere al disastro di questa nuova guerra perché male armato e poco addestrato alle lotte in campo. A causa di un tranello di Raia, viene però rinchiuso in prigione per alto tradimento pur essendo in realtà innocente.
Ramses ha preparato il suo esercito e, dopo aver affidato il potere decisionale a Nefertari, Tuya e Ameni, parte per la terra di Canaan deciso a debellare la rivolta nei confini e a sconfiggere i vecchi alleati traditori. In meno di un mese le truppe faraoniche riconquistano tutta la terra di Canaan e sottomettono nuovamente i principi di provincia al volere dell'Egitto; con grande prova di forza, Ramses e i suoi vincono anche contro i ribelli di Megiddo e costringono il principe Benteshina di Amurru ad arrendersi, e dopo questa prima vittoria, il faraone e il suo esercito tornano trionfanti a Pi-Ramses. Ameni e Asha riescono intanto a scoprire la reale innocenza di Serramanna e il sardo viene dunque liberato. Ofir continua invece a combattere il faraone con le sue arti oscure e tenta di colpir a Nefertari usando il suo scialle, rubato da Romè, l'intendente di palazzo; questi viene però scoperto e, non appena sta per confessare tutto, muore per mano di un sortilegio di Ofir.
Intanto, nella capitale ittita di Hattusa, i due consiglieri del re Muwatalli, suo figlio Uri-teshup e suo fratello Hattusil, sono in forte contrasto: il primo è assetato di sangue e vorrebbe distruggere l'Egitto, mentre il secondo vorrebbe utilizzare la diplomazia. Tentando di placare prima i dissensi interni, Muwatalli decide di ritardare i preparativi per la guerra. Preoccupato per questa inattività degli ittiti, Ramses ordina ad Asha di infiltrarsi nel loro regno sotto mentite spoglie. Raia, la spia siriana che complotta con Shenar, viene invece incastrato ed è costretto a ritirarsi dalla sua rete di spionaggio e recarsi dal suo capo Ofir, anche lui al servizio degli ittiti; il mago libico decide dunque di utilizzare come nuova spia Meba, ex ministro degli Affari Esteri. Mentre ripristina la sua rete di spionaggio, Ofir riesce a colpire con i suoi sortilegi anche Nefertari che adesso sta morendo. Ramses decide di recarsi in Nubia dove, secondo una leggenda, troverà una pietra in grado di salvare l'amata sposa; grazie all'aiuto di Setau e sua moglie Loto, il faraone trova il magico oggetto e riesce così a scongiurare la minaccia del mago libico che è costretto a fermare momentaneamente i suoi attacchi. Nel luogo del ritrovamento, Abu Simbel, Ramses medita la costruzione di un tempio in onore della grande coppia reale.
Nefertari intanto è preoccupata perché Ramses non ha discendenti maschi all'infuori del figlio avuto in gioventù con Iset, il piccolo Kha, e la grande sposa reale è divenuta sterile in seguito al parto; chiede quindi al marito di unirsi ancora con Iset così da poter generare un nuovo erede, e il faraone, benché a malincuore in quanto ama alla follia Nefertari, accetta la sua proposta, e dalla sua unione con la bella Iset nasce un secondo figlio maschio, Merenptah.
Ad Hattusa, dopo aver scoperto che gli ittiti sono pronti a colpire, Asha viene arrestato da Raia e costretto alla reclusione, ma prima della cattura riesce a far si che una donna da lui corteggiata mandi un messaggio a Ramses, rivelandogli così le intenzioni degli ittiti. Serramanna scopre invece il nascondiglio di Ofir e questi si prepara alla fuga con Lita, ma trova quest'ultima che tenta di scappare insieme alla domestica Nany e uccide entrambe, per poi fuggire lasciando Dolente come talpa, sicuro che Muwatalli raderà presto al suolo l'Egitto. Sul monte Sinai, Mosè, stabilitosi presso la tribù di Madian, ha invece la visione di Dio e decide di tornare in Egitto per liberare i propri compatrioti, che in realtà non sono schiavi bensì comuni lavoratori, benché non siano liberi di credere nel loro unico Dio in una terra di politeisti.
Ramses prepara infine il suo esercito per lo scontro definitivo con gli ittiti, accompagnato dal fedele leone Massacratore, quello che aveva salvato da cucciolo e che ora è divenuto una vera e propria macchina da guerra. Prima di partire fa però arrestare Shenar, tradito da Asha che credeva il suo migliore alleato e che invece ha sempre messo in guardia il Faraone dai progetti malvagi del fratello. Grazie a una terribile tempesta di sabbia, Shenar riesce ad eliminare i suoi sorveglianti e a sfuggire alla condanna dei lavori forzati. Ben presto, Ramses raggiunge la fortezza di Kadesh di fronte alla riva dell'Oronte e ordina a una delle sue divisioni di avanzare, ma l'esercito ittita ne approfitta e attacca gli egizi, tra cui persino il campo del faraone; ma nonostante un iniziale vantaggio, Ramses si fa avanti e affronta i nemici con foga, tanto che gli ittiti, credendolo un dio, sono costretti alla fuga seguiti infine da Muwatalli, Hattusili e Uri-Teshu, che si rifugiano nella fortezza di Kadesh, ritenuta inespugnabile. Ramses tenta invano di conquistarla nei giorni a seguenti, ma in seguito viene raggiunto da Muwattali in persona, che lo persuade a rinunciare alla fortezza in cambio della vita di Asha; pur riluttante, alla fine il faraone accetta l'accordo.
Gli ittiti rifiutano però la sconfitta e, mentre Asha tenta di riconquistare con la diplomazia i territori di frontiera, Hattusil lo fa catturare e rinchiudere all'interno della fortezza di Amurru, ordinando al diplomatico di scrivere un messaggio secondo la quale tutto andrebbe per il meglio in quelle terre; Asha utilizza però i suoi trucchetti e svela a Ramses la sua situazione, e il faraone ordina dunque a Serramanna di recarsi ad Amurru per liberare il suo amico.

### La regina di Abu Simbel
Il quarto volume è intitolato La regina di Abu Simbel e narra le ultime fasi della guerra contro gli ittiti, il racconto biblico dell'Esodo e la costruzione del tempio di Abu Simbel, con la successiva morte di Nefertari.

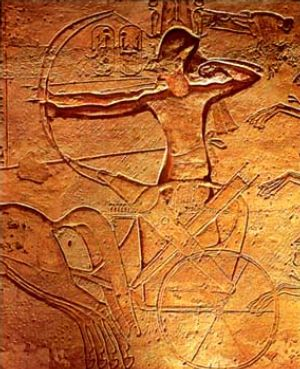
Ramesse II in battaglia. Rilievo da Abu Simbel

Ramses continua le sue campagne contro i simpatizzanti degli ittiti riconquistando i territori da loro strappatigli. Dopo aver preso la fortezza di Gaza, il faraone intende muovere contro quella d'Amurru, deciso a liberare l'amico Asha, ma opta invece per un inganno: grazie a uno stratagemma, il Faraone riesce a vincere anche questa battaglia e il principe Benteshina è costretto alla resa lasciando andar via Asha, anche se Setau, sopraffatto dall'emozione per aver scoperto che Asha era sano e salvo, lascia accidentalmente andare la sua vipera che attacca e morde Benteshina.
In Egitto, intanto, Ofir e Shenar sono ricercati da Serramanna che ha sguinzagliato i suoi scagnozzi, e si ritirano nella perduta città di Akhenaton dove possono continuare a complottare senza disturbo alcuno. Il mago libico ha deciso di attaccare adesso il piccolo Kha, primogenito di Ramses, e ordina al diplomatico Meba, ex-ministro degli affari esteri, di portargli uno dei suoi oggetti, un pennello; questi riesce nell'impresa, aiutato dal mago che uccide uno degli uomini di Serramanna, un mercenario cretese, che era riuscito a scovare il suo nascondiglio.
Intanto Mosè ritorna in Egitto e viene accolto in casa del fratello Aronne, e il giorno seguente rivela al consiglio degli anziani ciò che Dio gli ha ordinato di compiere: liberare gli israeliti. Qualche giorno dopo, Serramanna lo arresta insieme a un drappello affinché venga processato per l'omicidio di Sary; durante il processo, Mosè dimostra di aver compiuto il giusto in difesa di un oppresso, mentre Dolente, chiamata a testimoniare, rivela al giudice che suo marito era solito maltrattare i più deboli. Mosè viene infine scarcerato grazie alla testimonianza del mattonaio Abner, ma scopre presto perché la principessa ha testimoniato in suo favore: Ofir e Shenar vogliono che lui svolga la propria missione così da indebolire Ramses e permettere loro di distruggerlo.
Nel frattempo, ad Ḫattuša, capitale dell'impero ittita, Muwatalli non riesce a prendere una decisione poiché Uri-Teshup chiede che continui la guerra contro l'Egitto, mentre Hattusil consiglia al fratello di accordarsi pacificamente con gli egiziani così da poter affrontare insieme ad essi i minacciosi assiri. Convinto però che sia il figlio ad avere ragione, l'imperatore di Hattusa nomina quest'ultimo comandante delle armate, togliendo così il potere ad Hattusil; viene poi colpito da un infarto ed è costretto dal figlio ad affidargli il suo impero. Asha riesce a convincere Ramses a mandarlo in missione, e viene mandato ad accordarsi con gli ittiti con un corpo di spedizione; nonostante venga attaccato nei pressi di un fortino, Asha trova comunque protezione presso Hattusil, che vuole la pace con gli egizi, ma per farlo serve che Uri-Teshup perda il suo potere, al che il diplomatico decide di recarsi ad Hattusa e far cadere il principe in un tranello. Il piano di Asha va intanto a buon fine: convinto di essere stato tradito, Uri-Teshup chiede all'egiziano chi siano le spie e, in preda alla sua sete di sangue, ordina di uccidere alcuni dei suoi partigiani, che egli crede traditori. Intanto Hattusil e la moglie Putuhepa tornano nella capitale e vengono convinti da Asha a crearsi una rete di amicizie grazie alle quali riusciranno ad eliminare Uri-Teshup, il quale, dopo la morte di Muwatalli, è divenuto praticamente un sovrano assoluto. Il principe si fa rivelare da Asha il nascondiglio dell'odiato zio, giunge subito sul posto e ordina ai suoi arcieri di uccidere Hattusil, la moglie e la loro figlioletta, ma gli stessi arcieri gli si ritorcono contro e il principe è costretto a ritornare da Asha, che gli consiglierà di fuggire in Egitto dove potrà essere al sicuro; deluso, questi si reca presso Ramses che, benché lo reputi un nemico, applica le leggi di ospitalità e lo accoglie nel proprio paese, specialmente dopo che questi gli ha rivelato tutti i segreti dell'arte militare ittita. Hattusil però accorderà al faraone la pace solo se questi gli permetterà di uccidere l'avido nipote.
Nel mentre che accadono questi eventi, lo stesso Ramses, spaventato per un ulteriore attacco di Ofir, che potrebbe colpire di nuovo la sua famiglia come ha fatto con Nefertari, decide di costruire un nuovo tempio ad Abu Simbel e dedicarlo all'amata moglie, così da aumentare le proprie difese magiche. In prossimità della Nubia, la sua nave viene però attaccata da alcuni nubiani guidati da Shenar, che però non riescono a ucciderlo e sono costretti a fuggire. Il Faraone arriva a destinazione e cominciano ben presto i lavori di costruzione di Abu Simbel, che Ramses affida a Setau e a Loto. Al suo ritorno riceve Mosè e Aronne in presenza del gran consiglio egizio: l'ebreo trasforma il suo bastone in serpente ma Setau svela il trucco avendogliela insegnata nel primo libro. Deciso a liberare il proprio popolo dall'Egitto, il furibondo Mosè scaglia contro di esso ben nove piaghe, come le locuste, le tenebre, la grandine e il morìo del bestiame; alcune di esse non sono però create dal suo Dio, bensì da Ofir, che utilizza le sue arti oscure per avvelenare gli armenti e generare pustole nella pelle di molti egiziani. Lo stesso Ofir invia Meba a uccidere di nascosto Uri-Teshup, ma Serramanna riesce a scovarlo e a eliminarlo prima che questi riesca nel compito. Da solo, Ofir strega il pennello di Kha e decide di generare un grande sortilegio in grado di uccidere tutti i primogeniti d'Egitto così da portare il paese nello scompiglio, con Mosè che farà credere che sia la sua decima e definitiva piaga; ma Serramanna che ha spiato Dolente, riesce a scoprire il suo nascondiglio e lo cattura prima che questi possa compiere il misfatto. Processato in presenza del visir, Ofir è condannato a morte per veleno, Dolente verrà condannata presso un'oasi, e i nomi di lei e Shenar verranno per sempre dimenticati.
Ormai consapevole che lui e Mosè non sono più amici, Ramses pone fine al lungo tira e molla e decide di liberare finalmente gli israeliti. Ode però che in Nubia è scoppiata una grave rivolta, e suo fratello Shenar ha radunato un vero e proprio esercito di guerrieri locali e ha conquistato una miniera, sicuro che Ramses cada nel suo tranello. Il Faraone riesce però a batterlo sul tempo e a eliminare l'esercito avversario prima ancora che venga attaccato. Furibondo, Shenar tenta di comandare i nubiani arresisi al faraone, e compie l'errore di uccidere un vecchio capotribù; i nubiani lo guardano con un terribile odio per averli traditi e Shenar viene trafitto mortalmente dalle loro frecce.
Mentre Ramses è assente, Serramanna decide intanto di inseguire gli ebrei che qualche giorno prima erano stati liberati. Mosè sfrutta però le basse maree e riesce a superare il mare delle canne insieme al suo popolo, mentre i carri egizi rimangono invece impantanati e sprofondano nei flutti del mare a causa dell'alta marea. Serramanna è costretto a tornare di corsa a Pi-Ramses, e chiede perdono al faraone per il proprio fallimento; questi lo perdona e gli ordina di accogliere gli ambasciatori ittiti: grazie a un contatto epistolare con Puthuepa, la moglie di Hattusil, Nefertari è infatti riuscita a ottenere la pace fra ittiti ed egiziani.
Alla fine, dopo la morte di Omero, viene concluso il Ramesseum, e segue una cerimonia nella quale sono presenti le massime autorità del regno, ma subito dopo Tuya ha un mancamento e muore. Dopo la cerimonia funebre in suo onore, Setau manda un messaggio a Ramses rivelandogli che anche i lavori per Abu Simbel sono terminati. Entusiasta di un tale capolavoro, il faraone gioisce insieme alla sposa Nefertari che però sembra alquanto stanca agli occhi di Loto che cerca di sostenerla. La grande sposa reale spende tutte le sue energie affinché l'inaugurazione del tempio, che suggella l'amore della coppia reale, proceda senza intoppi; lo sforzo è però immane e la regina, stanca per le troppe fatiche, muore infine fra le braccia del marito, che esce dal tempio afflitto dal dolore.

### L'ultimo nemico
Sono passati parecchi anni dalla morte di Nefertari, e ora Ramses, cinquantenne ancora in forma, continua a regnare sull'Egitto con a fianco la bella Iset quale sposa reale. Serramanna libera invece Uri-Teshup dal suo domicilio coatto al quale era precedentemente condannato; sempre odiando Ramses con tutto il proprio essere, l'ittita trova il siriano Raia e decide di allearsi con lui per tramare contro il faraone. Con il suo aiuto, sposa facilmente Tanit, una vedova fenicia corpulenta conoscente di Raia, il cui patrimonio servirà ai due cospiratori per lanciare un'ondata di rivolte ai danni di Ramses. Alla cospirazione si unisce anche Malfi, il fratello di Ofir, che è riuscito a radunare sotto il proprio pugno di ferro i clan della Libia, deciso a distruggere l'Egitto vendicando così tutti quei secoli di offese subite
Intanto Asha, che ha da poco ricevuto un messaggio dal re ittita Hattusil, rivela a Ramses il volere del sovrano alleato: stufo di sentirsi come un suddito per l'Egitto, questi chiede al faraone di sposare sua figlia e accettarla quale nuova grande sposa reale. Riluttante a ripudiare Iset, Ramses è deciso a non cedere al volere dell'imperatore ittita. Asha decide così di recarsi ad Hattusa per rivelare al re ittita e a sua moglie Putuhepa la scelta di Ramses, ma Hattusili non cede: o sua figlia diventa regina d'Egitto o ricomincerà la guerra. Durante il viaggio di ritorno, Uri-Teshup attacca la carovana di Asha e lo uccide di persona con la propria daga. Prima di morire, il diplomatico riesce a scrivere col proprio sangue sulla tunica la parola "No", sotto forma di un geroglifico: ha infatti previsto che Ramses denuncerebbe la pace con gli ittiti e attaccherebbe così Hattusili, credendolo il colpevole e assecondando i piani di Uri-Teshup, e ha quindi scritto quel geroglifico per evitare una nuova guerra. Il corpo di Asha viene ricondotto in Egitto con solenne cerimonia, e Ramses e Ameni, leggendo sulla tunica il "No" scritto dall'amico defunto, comprendono che non è stato Hattusil a compiere l'omicidio. La guerra non può comunque essere evitata, e Ramses e il suo esercito si prepara a partire, maa Serramanna chiede al sovrano di correre al palazzo reale, perché la bella Iset, pur di non causare una nuova guerra, ha preferito suicidarsi con i veleni di Setau così da permettere al marito di sposare la principessa ittita. È solo allora che Ramses accetta la pretesa di Hattusil.
Con grandi festeggiamenti giunge in Egitto la figlia del re ittita, la quale, durante il matrimonio con Ramses, riceve il nome egizio di Maathorneferura, abbreviato in Mat-Hor. La giovane, che è vissuta tutta la vita in una società molto diversa da quella egizia, è convinta di poter spadroneggiare tanto da ordinare che le vengano offerti i tesori dei tempio. Disgustato dal comportamento della nuova moglie, Ramses la rimprovera e la reclude nell'harem di Merur, lasciandola così vivere in quella gabbia dorata. Uri-Teshup interviene e ha gioco facile a corromperla e tentare di colpire il Faraone, anche se l'intrigo va a vuoto. L'ittita in persona intanto continua a spadroneggiare sulla moglie Tanit, convinto com'è che le donne siano solo oggetti; spaventata dalle sue brutalità, la nobildonna decide di recarsi da Serramanna e gli rivela i piani del marito. Il guerriero sardo riesce allora a circondare la villa dell'ittita, ma questi riesce a fuggire in Libia dove continua la propria opera di distruzione al fianco di Malfi, al che i due devastano le fortezze di confine
Tornato dal suo viaggio in Fenicia, Ramses informa intanto Hattusili della sorte di Mat-Hor, e gli richiede non solo di condurre in Egitto un'altra fra le sue figlie, meno dispotica della prima, così da prenderla come nuova Grande Sposa Reale, ma che la seguano l'imperatore e sua moglie; convinto da Putuhepa, Hattusili accetta, e in quell'occasione i popoli egizio e ittita fraternizzano per davvero e cessano di essere nemici.
Poco dopo, Ramses viene a sapere delle nefande operazioni di Malfi e Uri-Teshup, e muove contro di loro con il grosso del suo esercito. La seguente lotta con i guerrieri libici vede questi ultimi venire sopraffatti; durante la foga della battaglia, Merenptah uccide Malfi, mentre Serramanna si sacrifica per salvare la vita al Faraone, strozza a morte Uri-Teshup e rende la sua anima tra le braccia del faraone.
Dopo quest'ultimo combattimento, Ramses continua a regnare per molti altri anni. Alla fine della sua vita è vecchio, costretto quindi a camminare con un bastone, e ormai malato anche ai denti; i suoi amici, gli unici amici rimasti in vita sono Setau, Loto e Ameni, mentre sono passati a miglior vita l'imperatore ittita Hattusil, sua moglie Puthuepa, Nebu il sommo sacerdote di Amon, Kha il primogenito di Ramses, e l'ebreo Mosè, che è riuscito a coronare il suo sogno di portare gli Israeliti nella Terra Promessa. Stanco per le lunghe imprese, seduto sotto un albero d'acacia, il faraone guerriero muore carico d'anni; Ameni, che si trovava in sua compagnia, si dispera per la morte del suo antico amico, ma per onorarlo decide di scrivere la sua storia, in modo che nessuna generazione a venire dimentichi mai il Figlio della Luce.

## Edizioni
Romanzi singoli
- Christian Jacq, Il romanzo di Ramses - Il figlio della luce, I faraoni, Mantova, Mondadori, 8 aprile 1997,  p. 409, ISBN 978-8804430308.

- Christian Jacq, Il romanzo di Ramses - Il figlio della luce, traduzione di Francesco Saba Sardi, Oscar Grandi Bestsellers, Mantova, Mondadori, 12 gennaio 2016,  p. 345, ISBN 978-8804661924.

- Christian Jacq, Il romanzo di Ramses - La dimora millenaria, I faraoni, Mantova, Mondadori, 1º giugno 1997,  p. 400, ISBN 978-8804432470.

- Christian Jacq, Il romanzo di Ramses - La dimora millenaria, traduzione di Maria Pia Tosti Croce, Oscar Grandi Bestsellers, Mantova, Mondadori, 2 febbraio 2016,  p. 323, ISBN 978-8804662143.

- Christian Jacq, Il romanzo di Ramses - La battaglia di Qadesh, I faraoni, Mantova, Mondadori, 1997,  p. 407, ISBN 978-8804435815.

- Christian Jacq, Il romanzo di Ramses - La battaglia di Qadesh, traduzione di Francesco Saba Sardi, Oscar Grandi Bestsellers, Mantova, Mondadori, 23 febbraio 2016,  p. 343, ISBN 978-8804662150.

- Christian Jacq, Il romanzo di Ramses - La regina di Abu Simbel, I faraoni, Mantova, Mondadori, 1998,  p. 395, ISBN 978-8804437956.

- Christian Jacq, Il romanzo di Ramses - La regina di Abu Simbel, traduzione di Francesco Saba Sardi, Oscar Grandi Bestsellers, Mantova, Mondadori, 15 marzo 2016,  p. 343, ISBN 978-8804662167.

- Christian Jacq, Il romanzo di Ramses - L'ultimo nemico, I faraoni, Mantova, Mondadori, 1998,  p. 379, ISBN 978-8804448129.

- Christian Jacq, Il romanzo di Ramses - L'ultimo nemico, traduzione di Francesco Saba Sardi, Oscar Grandi Bestsellers, Mantova, Mondadori, 5 aprile 2016,  p. 319, ISBN 978-8804662174.

Volume unico
- Christian Jacq, Il grande romanzo di Ramses, traduzione di Francesco Saba Sardi, Maria Pia Tosti Croce, collana Oscar Best seller, Mondadori, 1999, ISBN 978-8804464839.

## Serie TV
Il 18 aprile 2019, lo scrittore Christian Jacq ha annunciato su Twitter il comunicato di Bernand Fixot e della casa editrice Xo Editions che ha ceduto i diritti alla società americana Picture Perfect Animation per l'adattamento sul piccolo schermo della serie letteraria. Il progetto verrà capitanato dai produttori Patrick Wachsberger e Pascal Breton, in collaborazione con Anonymous Content.